# Kirill Meretskov
Kirill Afanasjevitsj Meretskov (Russisch: Кири́лл Афана́сьевич Мерецко́в) (Nazarjevo (gouvernement Rjazan), 7 juni 1897 – Moskou, 30 december 1968) was een maarschalk van de Sovjet-Unie die vocht in de Tweede Wereldoorlog.

## Russische Burgeroorlog
Kirill Meretskov werd geboren als zoon van Russische boeren in het District Zarajski ten zuidoosten van Moskou, in het gouvernement Rjazan, nu in de oblast Moskou.
In 1909 ging Kirill als arbeider in een fabriek werken, eerst in Moskou en dan in Vladimir. In augustus 1917 ging hij bij de bolsjewieken. Hij werd stafchef van de Rode Garde die de stad bestuurde. Tijdens de Russische Burgeroorlog was hij stafchef, eerst van een regiment en dan van een divisie. In 1921 studeerde hij af aan de Froenzeacademie.
Vanaf 1922 was hij stafchef, eerst van een divisie cavalerie en later van nog andere legers en militaire districten.

## Spaanse Burgeroorlog
Van september 1936 tot mei 1937 bevocht Meretskov de Republikeinen in de Spaanse Burgeroorlog onder de schuilnaam "Generaal Pavlovitsj".

## Winteroorlog

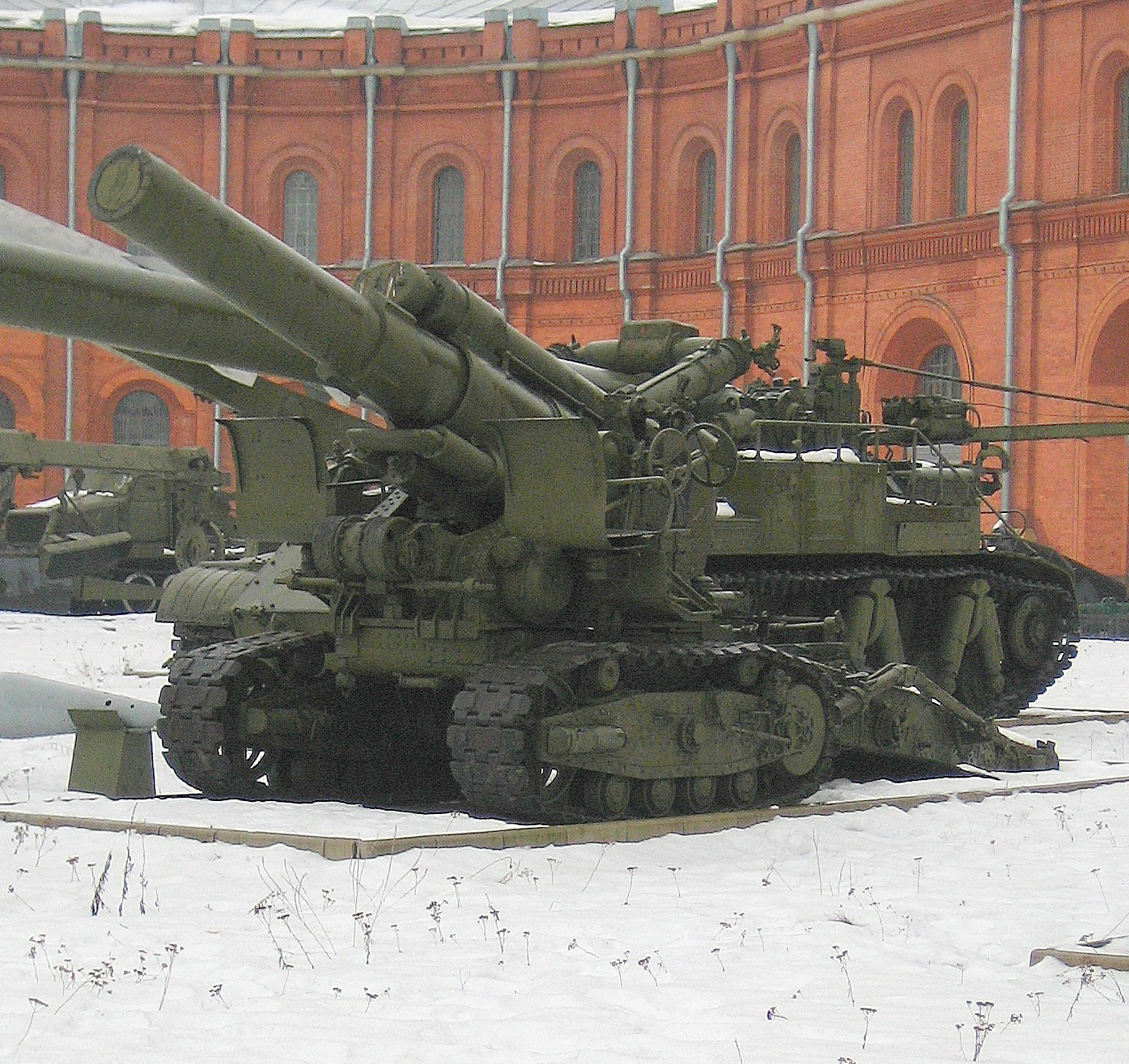
280 mm mortieren M1939 (Br-5) beslisten de Winteroorlog

In 1939 werd hij bevelhebber van het militair district Leningrad. In november 1939 brak de Winteroorlog uit en vocht Meretskov tegen de Finnen. Vanwege zelfoverschatting en onderschatting van de Finnen werden maar vijf divisies fuseliers ingezet tegen de Mannerheimlinie en de aanval mislukte. Op 9 december 1939 werd Meretskov van zijn bevel ontheven en nam de Stavka met Kliment Vorosjilov, Nikolaj Koeznetsov, Jozef Stalin en Boris Sjaposjnikov het bevel van hem over.
Meretskov kreeg het bevel over het 7e Leger. In januari 1940 kreeg Semjon Timosjenko het bevel om de Mannerheimlinie te doorbreken, maar de Finnen sloegen de aanval af in de Slag bij Taipale.
Daarop bracht de Stavka ook het 13e Leger naar het front en rustte beide legers uit met 203 mm M1931 (B-4) houwitsers en 280 mm mortier M1939 (Br-5) voor een offensief in februari 1940. De zware artillerie forceerde de doorbraak en het 7e Leger van Meretskov nam Vyborg in.
Op 21 maart 1940, twee weken na de Vrede van Moskou werd Meretskov onderscheiden als Held van de Sovjet-Unie, bevorderd tot generaal en kreeg hij de post van vicecommissaris van defensie. In augustus 1940 werd hij stafchef. Op 14 januari 1941 werd hij ontslagen. Op 24 januari 1941 zag Stalin hem in het Bolsjojtheater en hij sprak in het openbaar:
U bent moedig en bekwaam, maar zonder principes en zonder ruggengraat. U wilt aardig overkomen, maar in plaats daarvan zou u een plan moeten hebben en u daar strikt aan houden ondanks het feit dat de een of de andere dat kwalijk neemt.

## Arrestatie
Op 22 juni 1941 begon Operatie Barbarossa en Meretskov werd raadgever van de Stavka. Op 23 juli arresteerde de NKVD hem in het kader van de Grote Zuivering vooral vanwege zijn vriendschap met de terechtgestelde generaal Dmitri Pavlov. Na twee maanden van foltering waaronder slagen met rubberen matrakken in de Loebjankagevangenis ondertekende Meretskov een schuldbekentenis.
Zijn bekentenis werd gebruikt tegen andere legerleiders die in mei en juni 1941 opgepakt werden en op bevel van Lavrenti Beria op 28 oktober 1941 terechtgesteld werden bij Koejbisjev of voor de Bijzondere Raad van de NKVD geleid werden voor terechtstelling op 23 februari 1942.
In september werd hij vrijgelaten en eerst voor de politiechef Vsevolod Merkoelov geleid. Hij zei Merkoelov dat hun vriendschap voorbij was.
Nikita Chroesjtsjov zei:
 "Voor zijn arrestatie was Meretskov een fiere jonge generaal, sterk en indrukwekkend. Na zijn vrijlating was hij nog een schaduw van zichzelf. Hij was vermagerd en kon nauwelijks praten.
Hij moest dan voor Stalin verschijnen in zijn uniform en kreeg het bevel over het 7e Leger.

## Tichvinoffensief
Meretskov werd bevelhebber van het 4e Leger dat Leningrad verdedigde tegen Heeresgruppe Nord van Wilhelm Ritter von Leeb. Samen met het 52e en het 54e Leger stopte Meretskov het Duitse offensief, lanceerde een tegenaanval, dreef de Duitsers terug naar hun beginstelling en heroverde op 10 december 1941 Tichvin in het Tichvinoffensief. Dit betekende het eerste groot succes van de Sovjet-Unie in de Tweede Wereldoorlog. Het hielp ook de Operatie Taifun omdat twee Duitse pantserdivisies en twee gemotoriseerde divisies vochten in de bossen en moerassen tussen Tichvin en Tosno en zo niet konden meevechten in de Slag om Moskou.

## Ljoeban
In januari 1942 startte Meretskov het Ljoebanoffensief om Leningrad te ontzetten en Duitse krachten te omsingelen. Het offensief vorderde langzaam omdat de Duitsers goed ingegraven lagen. Tegen maart waren de twee Sovjetlegers nog 25 km van elkaar. Op 15 maart zetten de Duitsers een tegenaanval in en sneden het 2e Stoottroepenleger af. Tegen 30 maart waren de Sovjetlegers opnieuw verbonden, maar in zijn rapport aan Stavka liet Meretskov na om te melden dat de corridor tussen het 2e Stoottroepenleger en de andere legers maar 2 km breed was en onder luchtbombardementen en artilleriebeschieting lag. Daardoor trok Stavka het 2e Stoottroepenleger niet terug toen het nog kon. Eind april en in mei kwam het Volkhovfront tijdelijk onder bevel van het Leningradfront van generaal M. Chosin. Meretskov werd als plaatsvervangend bevelhebber naar het westelijk front gestuurd.
In mei 1942 zat het 2e Stoottroepenleger zonder voorraden. Op 30 mei sneden de Duitsers het weer af met een offensief. Op 5 juni brak 10.000 man ervan uit de omsingeling, terwijl de rest vernietigd werd, met 33.000 krijgsgevangenen, ongeveer evenveel gesneuvelden.
Meretskov legde de schuld bij de gevangen bevelhebber van het 2e stoottroepenleger, Andrej Vlasov, die hij zelf voor de post had voorgedragen in april. Aangezien Vlasov overliep naar de Duitsers trad de Sovjet-Unie dit bij. Chosin werd op 8 juni van zijn bevel ontheven, gedegradeerd en mocht niet meer naar het front.

## Ontzet van Leningrad
Na de nederlaag bij Ljoeban bleef Meretskov bevelhebber van het Volkhovfront en plande hij samen met de nieuwe bevelhebber van het Leningradfront, Leonid Govorov, een offensief om de stad te ontzetten door de Duitse stellingen ten zuiden van het Ladogameer uit te schakelen. Tegelijk planden de Duitsers Operatie Noorderlicht om de stad in te nemen. Daartoe kwamen versterkingen van Sebastopol, dat de Duitsers na de Belegering van Sebastopol (1941-1942) in juli 1942 hadden ingenomen. Het Sinyavino-offensief faalde en het 2e Stoottroepenleger werd voor de tweede keer gedecimeerd, maar de Duitsers leden ook zware verliezen en zagen af van Operatie Noorderlicht. Meretskov wou verder aanvallen, maar mocht niet van Stavka. Op 15 oktober 1942 kreeg hij een blaam voor de manier waarop hij de operatie had geleid.

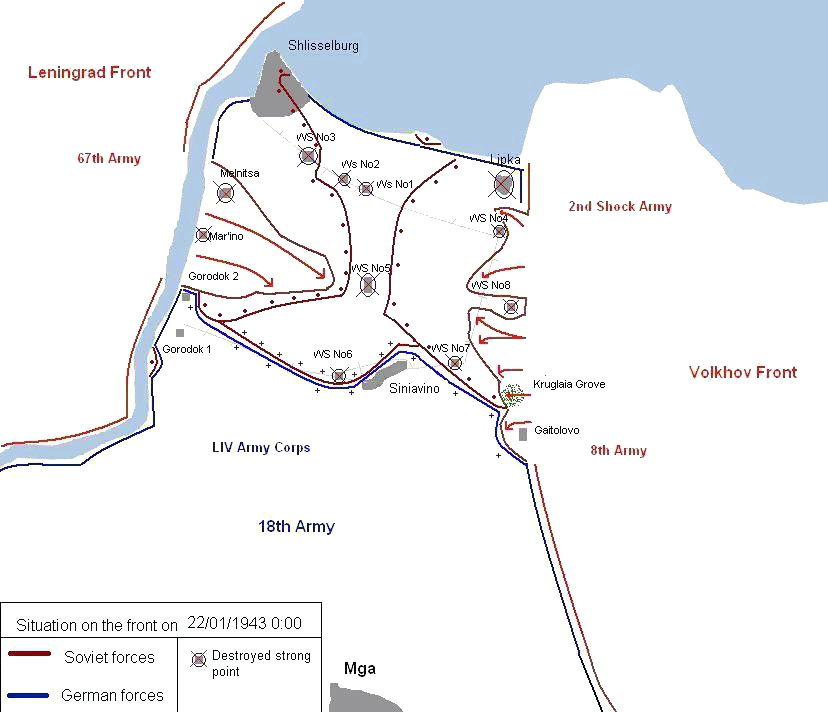
Operatie Iskra

Eind november 1942 plande Govorov een volgende operatie om Leningrad te ontzetten en Meretskov hielp hem. In december keurde Stavka Operatie Iskra (vonk) goed. Operatie Iskra begon op 13 januari 1943. Op 18 januari braken de Sovjetsoldaten door de blokkade. Tegen 22 januari was er een 9 km brede corridor naar Leningrad. In allerijl werd daar een spoorlijn aangelegd. Op 28 januari kregen Meretskov en Govorov beiden de Orde van Soevorov 1e klasse.
Daarna zetten Meretskov en Govorov Operatie Polyarnaya Zvezda (Poolster) in om Heeresgruppe Nord te verslaan, maar dit lukte niet. In 1943 lanceerde Meretskov nog andere offensieven in het gebied, waarbij de corridor geleidelijk breder werd. In november 1943 planden Meretskov en Govorov het Leningrad-Novgorodoffensief om de Heeresgruppe Nord uit het gebied rond Leningrad te verdrijven. Op 14 januari 1944 begon het offensief. Tegen 1 maart was Heeresgruppe Nord 300 km teruggedreven over een front van 400 km breed. Meretskov en Govorov kregen opnieuw de Orde van Soevorov 1e klasse.

## Karelië
In februari 1944 werd Meretskov overgeplaatst naar het Karelische Front. Hij plande mee het Vyborg–Petrozavodskoffensief dat startte in juni 1944 en Petrozavodsk en Oost-Karelië bevrijdde. In oktober kreeg Meretskov bevel om de stad Petsamo in Noord-Finland te bevrijden en de Duitsers terug te drijven naar Noorwegen. Meretskov lanceerde Operatie Kirkenes-Petsamo en dreef de Duitsers terug. Op 6 oktober 1944 werd Meretskov Maarschalk van de Sovjet-Unie.

## Mantsjoerije
In 1945 werd Meretskov naar Mantsjoerije gestuurd om het 1e Verre Oosten Front te leiden in Operatie Augustusstorm onder opperbevel van Aleksandr Vasilevski. De operatie was een succes en Meretskov ontving de Orde van de Overwinning.

## Na de Tweede Wereldoorlog
Na de Tweede Wereldoorlog voerde Meretskov tot 1955 het bevel over enkele militaire districten, waaronder het Militair District Moskou in 1947–1949. Van 1955 tot 1964 was hij assistent minister van defensie. In 1964 werd hij inspecteur-generaal van het ministerie van defensie.

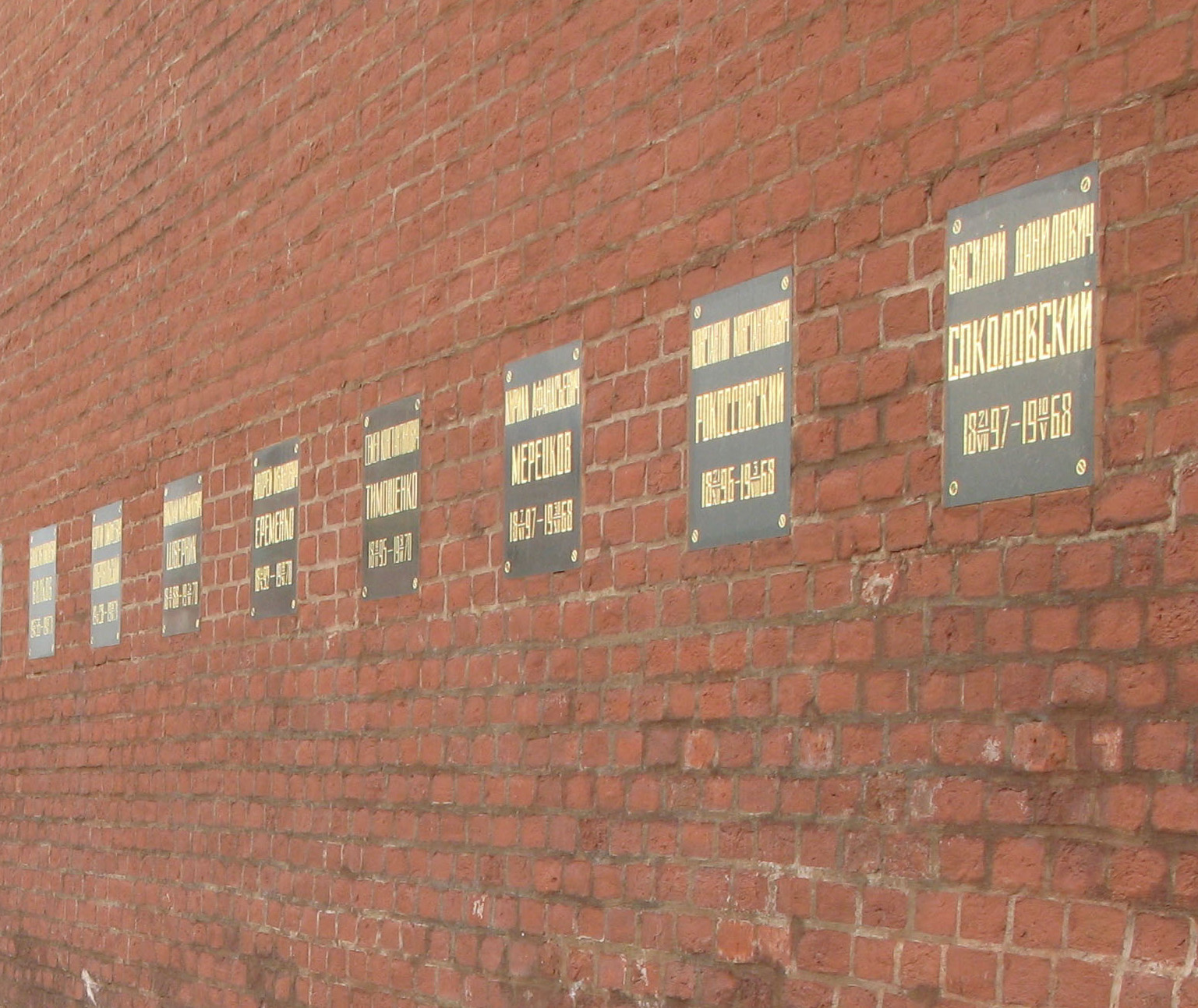
Zijn as is bijgezet in de Kremlinmuur-necropolis op het Rode Plein in Moskou, derde van rechts op de foto

Op 30 december 1968 overleed hij. De urne met zijn as is bijgezet in de Kremlinmuur-necropolis op het Rode Plein in Moskou. In Moskou, Leningrad en Petrozavodsk zijn straten naar hem genoemd.

## Onderscheidingen

### Sovjet-Unie
- Held van de Sovjet-Unie op 21 maart 1940[6]
- Maarschalkster op 26 oktober 1944[6]
- Orde van de Overwinning (nr. 18) op 8 september 1945[6]
- Leninorde op 3 januari 1937, 21 maart 1940[6], 2 november 1944[6], 21 februari 1945[6], 6 juni 1947, 6 juni 1957, 6 juni 1967
- Orde van de Oktoberrevolutie op 22 februari 1968
- Orde van de Rode Banier op 22 februari 1928, 2 maart 1938, 3 november 1944[6], 6 november 1947
- Orde van Soevorov, 1e klasse op 28 januari 1943[6], 21 februari 1944[6]
- Orde van Koetoezov, 1e klasse op 29 juni 1944[6]
- Medaille voor de Verdediging van Leningrad[6]
- Medaille voor de Verdediging van de Sovjet-Poolregio[6]
- Medaille voor de Overwinning over Duitsland in de Grote Patriottische Oorlog 1941-1945[6]
- Medaille voor de 20e Verjaardag van de Overwinning in de Grote Patriottische Oorlog[6]
- Medaille voor de overwinning op Japan
- Jubileummedaille voor XX Jaar Rode Leger van Arbeiders en Boeren
- Jubileummedaille voor 30 jaar Sovjet Leger en Vloot
- Jubileummedaille voor 40 Jaar Strijdkrachten van de USSR
- Jubileummedaille voor 50 Jaar Strijdkrachten van de USSR
- Medaille als Aandenken aan 250 jaar Leningrad[6]

### Buitenlandse
- Grootkruis in de Orde van Sint-Olaf (Noorwegen) in 1945
- Legioen van Verdienste (Verenigde Staten) in 1946
- Grootlint in de Orde van de Wolk en het Vaandel (China) in 1946
- Medaille voor de Victorie over Japan (Mongolië) in 1946
- Orde van de Nationale Vlag, (Noord-Korea) 1e klasse in 1948
- Medaille voor de bevrijding van Korea (Noord-Korea) in 1948

- Bibsys: 7029218
- Bibliothèque nationale de France: cb16769100w (data)
- Gemeinsame Normdatei: 118581066
- International Standard Name Identifier: 0000 0000 8396 1333
- Library of Congress Control Number: n83147480
- Nationale Bibliotheek van Tsjechië: js2005269470
- Nationale Bibliotheek van Israël: 987007451499505171
- Nationale Bibliotheek van Polen: a0000002089423
- Nederlandse Thesaurus van Auteursnamen: 21785575X
- Système universitaire de documentation: 261272675
- Trove: 1155601
- Virtual International Authority File: 77108232
- WorldCat: E39PBJkp4H393FXc4YWTbtQpfq